# Steve Bennett (arbitre)
Stephen Graham Bennett (né le 17 janvier 1961 à Farnborough, dans le Kent) est un ancien arbitre anglais de football, qui opéra comme arbitre assistant jusqu'en 1995 puis comme arbitre principal de 1995 à 2010. Il a officié comme arbitre FIFA de 2001 à 2006. Il est aussi connu pour avoir été l'arbitre du match Bhoutan-Montserrat le 30 juin 2002, dans L'Autre Finale.

## Carrière
Il a officié dans des compétitions majeures  :
- FA Youth Cup 1999-2000 (finales aller et retour)
- Community Shield 2003
- Coupe Intertoto 2003 (finale aller)
- Coupe de la Ligue anglaise de football 2004-2005 (finale)
- Coupe d'Angleterre de football 2006-2007 (finale)